# هتل کوریو
هتل کوریو (به لاتین: Koryo Hotel) یک هتل و آسمان‌خراش در کره شمالی است که در پیونگ‌یانگ واقع شده‌است.